# Madhuca longifolia
Madhuca longifolia là một loài thực vật có hoa trong họ Hồng xiêm. Loài này được (J.König ex L.) J.F.Macbr. mô tả khoa học đầu tiên năm 1918.

## Hình ảnh

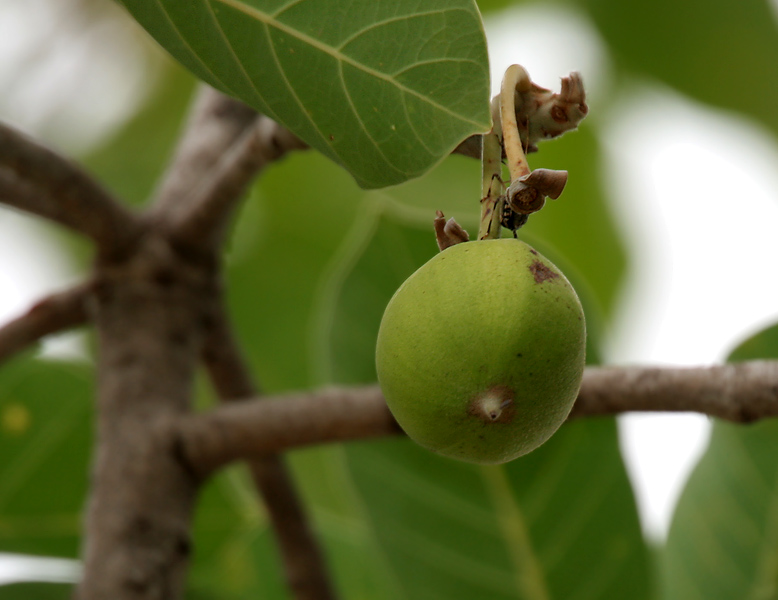
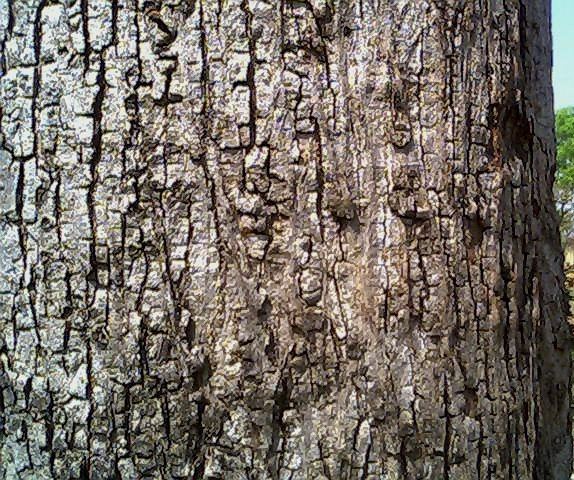
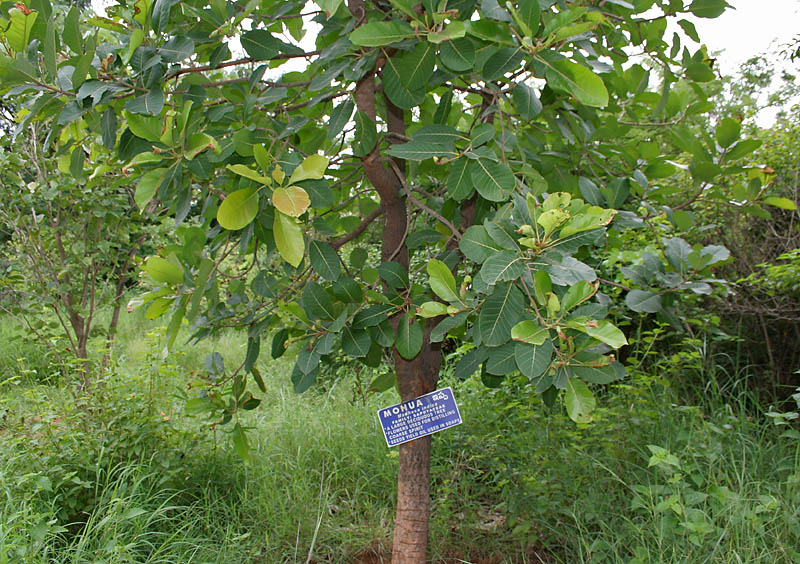
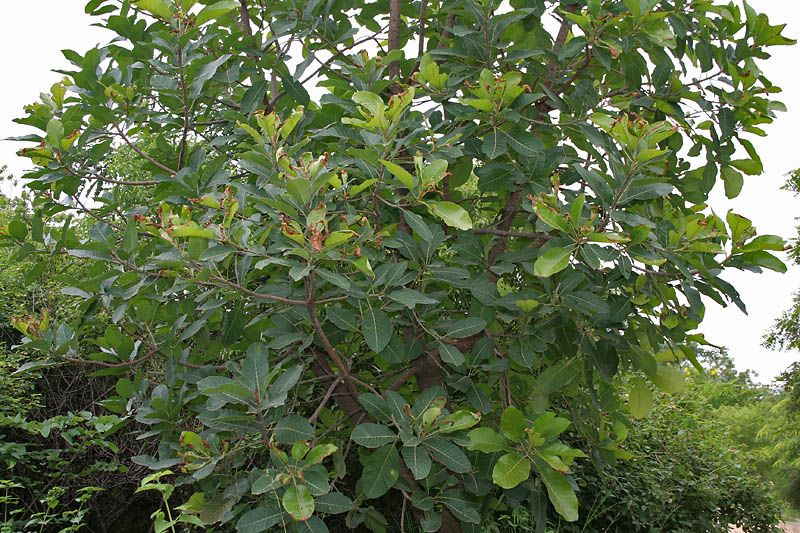